# National Hockey League 1932/1933
National Hockey League 1932/1933 var den 16:e säsongen av NHL. 9 lag spelade 48 matcher i grundserien innan Stanley Cup inleddes den 25 mars 1933. Stanley Cup vanns av New York Rangers som tog sin 2:a titel, efter finalsegern mot Toronto Maple Leafs med 3-1 i matcher.
Ottawa Senators spelade åter efter att ha gjort ett uppehåll säsongen 1931/32.
Inför säsongen bytte Detroit Falcons namn till Detroit Red Wings.
 (Gustaf Ossian) Gus Forslund blev denna säsong förste svensk som spelade i NHL. Han spelade samtliga 48 matcher i grundserien med Ottawa Senators och gjorde 13 poäng, fyra mål och nio assists.

## Grundserien

### Canadian Division
| Nr | Lag                  | S  | V  | O  | F  | GM  | IM  | MS  | P  |
| -- | -------------------- | -- | -- | -- | -- | --- | --- | --- | -- |
| 1  | Toronto Maple Leafs  | 51 | 24 | 9  | 18 | 119 | 111 | +8  | 57 |
| 2  | Montreal Maroons     | 48 | 22 | 6  | 20 | 135 | 119 | +16 | 50 |
| 3  | Montreal Canadiens   | 48 | 18 | 5  | 25 | 92  | 115 | −23 | 41 |
| 4  | New York Americans   | 48 | 15 | 11 | 22 | 91  | 118 | −27 | 41 |
| 5  | Ottawa Senators (NY) | 48 | 11 | 10 | 27 | 88  | 131 | −43 | 32 |

### American Division
| Nr | Lag                 | S  | V  | O  | F  | GM  | IM  | MS  | P  |
| -- | ------------------- | -- | -- | -- | -- | --- | --- | --- | -- |
| 1  | Boston Bruins       | 48 | 25 | 8  | 15 | 124 | 88  | +36 | 58 |
| 2  | Detroit Red Wings   | 48 | 25 | 8  | 15 | 111 | 93  | +18 | 58 |
| 3  | New York Rangers    | 48 | 23 | 8  | 17 | 135 | 107 | +28 | 54 |
| 4  | Chicago Black Hawks | 48 | 16 | 12 | 20 | 88  | 101 | −13 | 44 |

## Poängligan 1932/1933
Not: SM = Spelade matcher, M = Mål, A = Assists, Pts = Poäng
| Spelare         | Lag                 | SM | M  | A  | Pts |
| --------------- | ------------------- | -- | -- | -- | --- |
| Bill Cook       | New York Rangers    | 48 | 28 | 22 | 50  |
| Busher Jackson  | Toronto Maple Leafs | 48 | 27 | 17 | 44  |
| Baldy Northcott | Montreal Maroons    | 48 | 22 | 21 | 43  |
| Hooley Smith    | Montreal Maroons    | 48 | 20 | 21 | 41  |
| Paul Haynes     | Montreal Maroons    | 48 | 16 | 25 | 41  |

## Slutspelet 1933
6 lag gjorde upp om Stanley Cup-pokalen. Dom båda ettorna i serierna spelade semifinal mot varandra om en finalplats i bäst av 5 matcher. 
Tvåorna och treorna spelade kvartsfinaler i bäst av 2 matcher där det lag som gjort flest mål gick till semifinal. Vinnarna spelade mot varandra i en semifinalserie i bäst av 2 matcher där det lag som gjort flest mål gick till final. Finalserien spelades i bäst av 5 matcher.

### Kvartsfinal
Detroit Red Wings vs. Montreal Maroons
Detroit Red Wings vann serien med 5-2 i målskillnad.
New York Rangers vs. Montreal Canadiens
New York Rangers vann serien med 8-5 i målskillnad.

### Semifinal
Boston Bruins vs. Toronto Maple Leafs
Toronto Maple Leafs vann semifinalserien med 3-2 i matcher.
Detroit Red Wings vs. New York Rangers
New York Rangers vann semifinalserien med 6-3 i målskillnad.

## Stanley Cup-final
Toronto Maple Leafs vs. New York Rangers
New York Rangers vann finalserien med 3-1 i matcher

## NHL awards
| 1932–33 NHL awards         | 1932–33 NHL awards              |
| -------------------------- | ------------------------------- |
| O'Brien Trophy:            | Toronto Maple Leafs             |
| Prince of Wales Trophy:    | Boston Bruins                   |
| Hart Memorial Trophy:      | Eddie Shore, Boston Bruins      |
| Calder Memorial Trophy:    | Carl Voss, Detroit Red Wings    |
| Lady Byng Memorial Trophy: | Frank Boucher, New York Rangers |
| Vezina Trophy:             | Tiny Thompson, Boston Bruins    |

## All-Star
| Första                             | Position | Andra                                 |
| ---------------------------------- | -------- | ------------------------------------- |
| John Ross Roach, Detroit Red Wings | M        | Chuck Gardiner, Chicago Black Hawks   |
| Eddie Shore, Boston Bruins         | B        | King Clancy, Toronto Maple Leafs      |
| Ching Johnson, New York Rangers    | B        | Lionel Conacher, Montreal Maroons     |
| Frank Boucher, New York Rangers    | C        | Howie Morenz, Montreal Canadiens      |
| Bill Cook, New York Rangers        | HF       | Charlie Conacher, Toronto Maple Leafs |
| Baldy Northcott, Montreal Maroons  | VF       | Busher Jackson, Toronto Maple Leafs   |
| Lester Patrick, New York Rangers   | Tränare  | Dick Irvin, Toronto Maple Leafs       |